# Trenton (Tennessee)
Trenton város az USA Tennessee államában. Lakosainak száma 4240 fő (2020. április 1.).

## Népesség
A település népességének változása:

| 2010 | 4 264 |
| 2020 | 4 240 |